# New Wrestling Entertainment
La New Wrestling Entertainment (anciennement Nu Wrestling Evolution) est une fédération de catch européenne créée en 2005 et basée en Italie dont le propriétaire est la Magnumgroup srl. Le slogan de la promotion est « Nu-Wrestling Evolution/NWE the place to be! ». Les représentations de la fédération ont été diffusées en France sur Direct 8 et en Belgique sur Club RTL

## Histoire
La Nu Wrestling Evolution a été fondée en 2005 par Roberto Indiano.
La fédération compte d'anciens catcheurs de la WWE, WCW ou encore de la TNA comme Ultimate Warrior, Rikishi, Big Daddy V, Gangrel, Rob Van Dam, Snitsky, Jon Heidenreich, Ultimo Dragon, The Boogeyman, Juventud Guerrera, Chuck Palumbo, Scott Steiner, Big Vito et aussi des divas comme Lizzy Valentine, Miss B, etc.
Il y a aussi des catcheurs qui viennent de familles connues dans le catch comme Black Pearl de la famille Anoa'i (les samoans) ou El Hijo de Rey Mysterio, le neveu de Rey Mysterio.
Pour l'an 2011, la NWE annonce qu'elle allait fusionner avec la National Wrestling Alliance.

## Champions actuels
| Championnat                        | Champion(s)           | Date de victoire | Face à            |
| ---------------------------------- | --------------------- | ---------------- | ----------------- |
| NWE World Heavyweight Championship | Tomko                 | 1er mai 2011     | Terry Gordy, Jr   |
| NWE Cruiserweight Championship     | Giuseppe "King" Danza | 6 février 2013   | Juventud Guerrera |
| NWE Tag Team Championship          | Vacant                |                  |                   |

## NWE World Heavyweight Championship
Le titre NWE World Heavyweight Championship est la ceinture suprême de la Nu-Wrestling Evolution, la ceinture est créée en même temps que la fédération d'origine italienne en 2005.

## Histoire du titre
| Catcheur         | Règne | Date             | Jours     | Lieu / Type de match / événement        |
| ---------------- | ----- | ---------------- | --------- | --------------------------------------- |
| Black Pearl      | 1     | 25 novembre 2005 | 377 jours | Naples, / Final du tournoi / The Grudge |
| Vampiro          | 1     | 7 décembre 2006  | 3 jours   | Prato/ One fall                         |
| Romeo Roselli    | 1     | 10 décembre 2006 | 496 jours | Palerme/ One fall                       |
| Orlando Jordan   | 1     | 19 avril 2008    | 67 jours  | Madrid / par forfait de Romeo Roselli   |
| Ultimate Warrior | 1     | 25 juin 2008     | 0 jour    | Barcelone/ One fall                     |
| Vacant           | N/A   | 25 juin 2008     | 468 jours | Barcelone/ sur décision                 |
| Mr. Anderson     | 1     | 6 octobre 2009   | 483 jours | Malte                                   |
| Raven            | 1     | 1er février 2011 | 72 jours  | Malte                                   |
| Terry Gordy, Jr  | 1     | 14 avril 2011    | 17 jours  | Barcelone                               |
| Tomko            | 1     | 1er mai 2011     | 682 jours | Paris                                   |

## Personnel de la Nu Wrestling Evolution

### Catcheurs
- Chuck Palumbo
- Heddi Karaoui
- Black Pearl
- Bret Idol
- Dark Dragon
- Big Vito
- Giuseppe "King" Danza
- John Heidenreich
- Jungle Pac
- Juventud Guerrera
- Kishi (Rikishi)
- Mini Dragon
- Snitsky

- Spartan 3000
- Romeo Roselli
- Savio Vega
- Supernova
- Ultimo Dragon
- Vampire Warrior (Gangrel)
- Vito
- Raven
- Terry Gordy, Jr
- Tomko
- Dark Dragon
- E-clyps
- Chris Mordeski (Chris Masters)
- Fat Albert the Sheik of Salvirola

### Catcheuses
- Sarah Jones
- Lizzy Valentine
- Regina
- Annie Social
- Miss B
- Paloma Neto-Correia

### Staff
- Andrew Quildan, arbitre
- Johan Desbarres, arbitre
- Todd Kennelly, annonceur

### Annonceurs de ring
- Todd Kennelly
- Markus Mac

## Sources et références
- (en) Site officiel
- La NWE le site Catch-info